# Šilheřovice (zámek)
Šilheřovice je klasicistní zámek ve stejnojmenné obci v okrese Opava. Je chráněn jako kulturní památka České republiky.

## Historie

### Tvrz
První písemná zmínka o Šilheřovicích pochází z 18. dubna 1377. Na místě zámku stála původně renesanční tvrz, vybudovaná údajně v druhé polovině 16. století rodem Vrbenských. Ti drželi Šilheřovice v letech 1560 až 1609. Roku 1609 Jan z Vrbna prodává panství Bohunce Stošové z Kounic a na listině se poprvé objevuje zmínka o tvrzi.
Bohunka Stošová z Kounic panství podstoupila svému manželovi, Janu Geraltovskému z Geraltovic a roku 1617 statek zdědil jejich syn Václav. O dva roky později statek prodává za 5 000 tolarů svému bratrovi Jáchymovi Geraltovskému z Geraltovic. Po jeho smrti připadl majetek jeho manželce, která se znovu provdala za Jana Jindřicha Šlika. Po jeho smrti roku 1639 zdědil statek syn Vilém Jindřich Šlik. Když roku 1660 zemřel, statek získala jeho dcera Marie Žofie Šliková, která však o dva roky později zemřela též a statek získal hrabě František Borro a po něm roku 1666 jeho neteř Barbora Perpetua. Ta prodala celý šilheřovický statek opavské jezuitské koleji. Jezuité pak tvrz nechali pravděpodobně zpustnout.

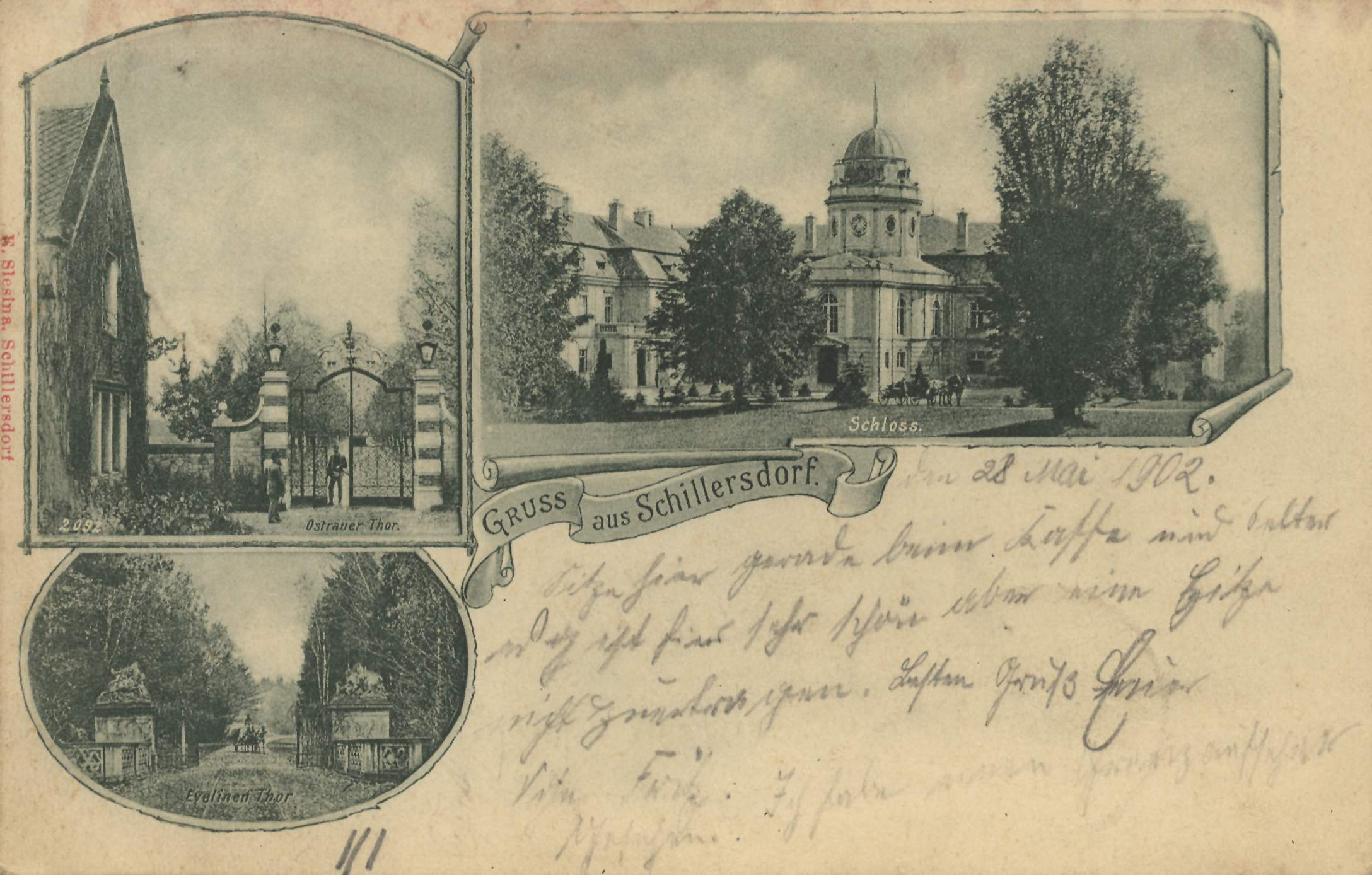
Zámek na pohledu z roku 1902

### Zámek
Po zrušení jezuitského řádu roku 1773 připadlo šilheřovické panství královské komoře. Ta statek prodala v roce 1787 Karlu Larishchovi ze Lhoty. Ten záhy statek prodal Johannu Fridrichu z Eichendorffu za 79 200 zlatých. Ten zde nechal postavit klasicistní zámek. Zámek několikrát navštívil i básník Joseph von Eichendorff. Po roce 1820 byl okolo zámku budován krajinářský park, který byl postupně rozšiřován.
Roku 1844 od rodu Echendorffů zakoupil zámek Salomon Meyer Rotschild. Za Rotschildů byl rozšiřován zámecký park a byly v něm vybudovány skleníky. V 2. polovině 19. století došlo k pseudobarokní přestavbě zámku. Rotschildové vlastnili zámecký areál až do roku 1945, kdy byl znárodněn.

### Po roce 1945

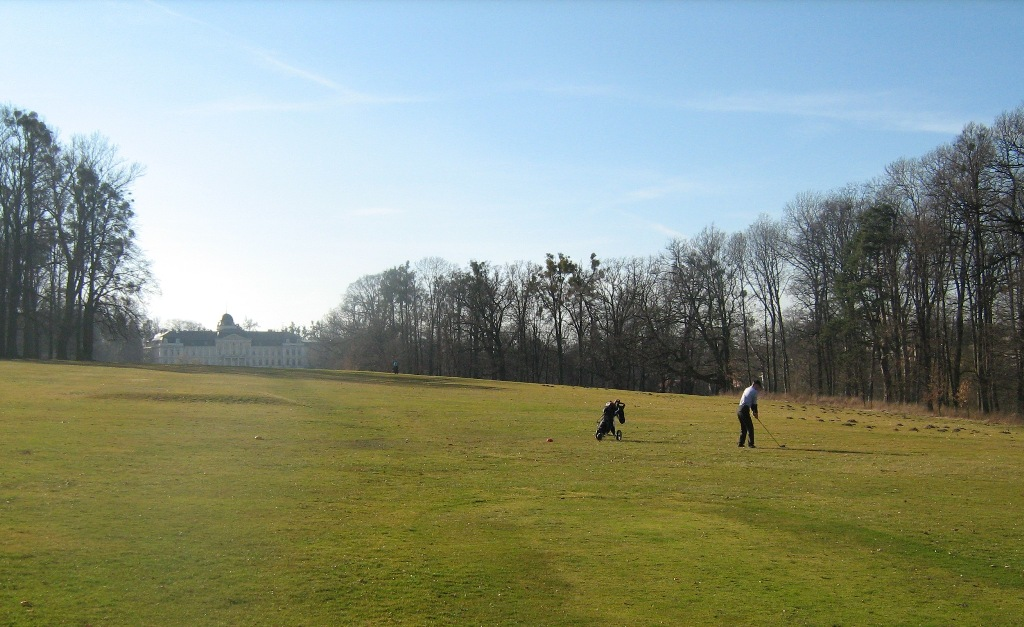
V současnosti je v zámeckém parku golfové hřiště

Posledním majitelem před znárodněním byl Alfons Rotschild. Již v květnu 1939 mu byl zkonfiskován majetek a šilheřovický zámek byl přeměněn na polní nemocnici. Zemřelí vojáci pak byli pochováváni i v zámeckém parku. Po roce 1945 rodu zámek nebyl navrácen, avšak státní správa nevěděla, co má s budovou dělat. V roce 1951 byl zámek přebudován na domov mládeže, kde byly ubytovávány řecké děti.
O jedenáct let později zde bylo zřízeno Střední odborné učiliště hornické. Majitelé bez souhlasu památkového úřadu začali provádět nevhodné změny na zámku, včetně nevhodných nátěrů či montování železných schodů do Neptunovy kašny. V roce 1966 zde hornické učiliště skončilo a ještě v tom samém roce byl zámek předán pro využití učiliště pro národní podnik Restaurace a jídelny.
Učiliště využívalo zámek až do roku 1989. V tomto roce začalo jednání o využití zámku pro rekreační účely. V září 1991 navštívil zámek Jacob Rotschild se svou manželkou. V roce 2001 se v areálu zámku točila část filmu Tmavomodrý svět. Ještě do roku 2002 však zámek fungoval jako učiliště, ačkoliv již zčásti využívalo modernějších budov. Roku 2008 byl zámek prodán akciové společnosti RACIMOLO RONI a.s. Ta zahájila rozsáhlou rekonstrukci a zámek částečně zpřístupnila veřejnosti pro konání komerčních akcí, svateb či plesů.

## Popis

### Zámek

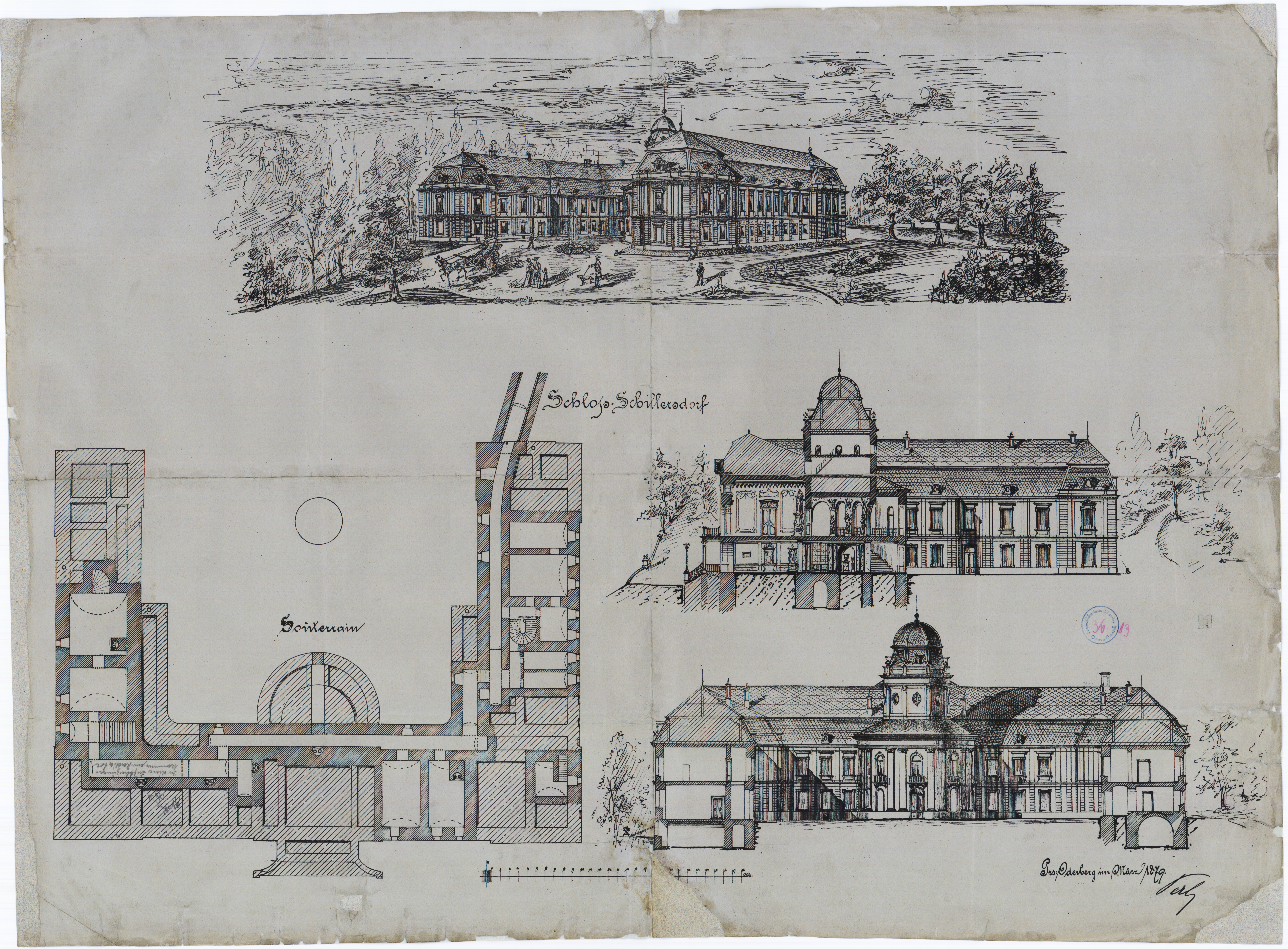
Typizační návrh Rothschildova zámku v Šilheřovicích (konec 70. let 19. století)

Zámek je rozlehlá trojkřídlá klasicistní budova s pseudobarokní přestavbou. Čestný dvůr se na severozápadní straně obrací k příjezdové cestě. Na hlavní budově zámku se v ose čestného dvora zdvihá kupole, která dominuje celému objektu. Na severovýchodní straně se zámek obrací do rozlehlého parku širokou frontou o 21 okenních osách. Ve středu pak nalezneme pětiosý rizalit s představeným balkonem. Ten je ještě zdůrazněn půlkruhovými okny, nad kterými se nachází okna oválná. Nad nimi pak nalezneme trojúhelníkový fronton.

### Zámecký park

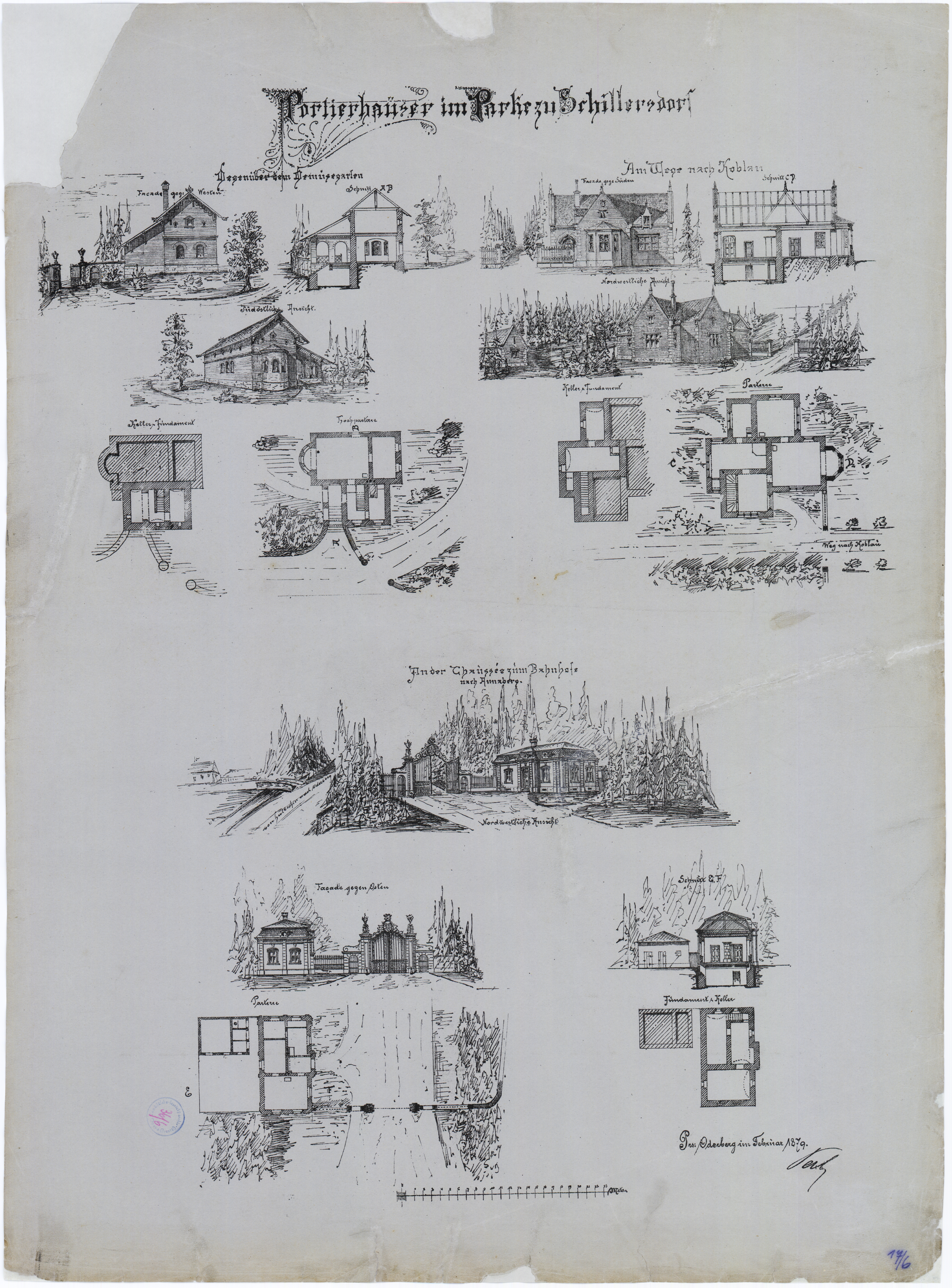
Typizační návrh vrátnice v zámeckém parku (konec 70. let 19. století)

Park severovýchodně od zámku má rozlohu 98 hektarů a je součástí přírodní památky Šilheřovice. Patří k největším zámeckým parkům u nás. Nachází se na poměrně vlnitém terénu. Z přírodních památek lze vyjmenovat červený buk, jehož obvod kmene dosahuje 575 cm a je tak nejspíše nejstarším bukem na Moravě a Slezsku. V parku se nachází i čtyři rozsáhlé vodní plochy. Ve svahu hlavního palouku pod zámkem byl vybudován vodní bazén ve tvaru protáhlého kvadrilobu s figurální plastikou Neptuna (tzv. Neptunova kašna). V nejvýchodnější části parku se pak nachází tzv. Evelynino jezero. V současnosti je v areálu parku golfové hřiště.
V parku se nachází řada historizujících hospodářských budov. Za zmínku především stojí budova psince, mléčnice, kůlny, domu zahradníka či oranžerie, která se nachází v severním rohu areálu vedle jednoho z rybníků.
Vedle rybníka uprostřed areálu se také nachází romantizující zděná stavba loveckého zámečku postaveného roku 1905. Zámeček v současnosti slouží jako restaurace a sídlo golf klubu.
Ohradní zeď je prolomena několika branami. Bohumínskou, Ostravskou, hlavní, západní a branou u domu zahradníka.

## Galerie

Zámecký park
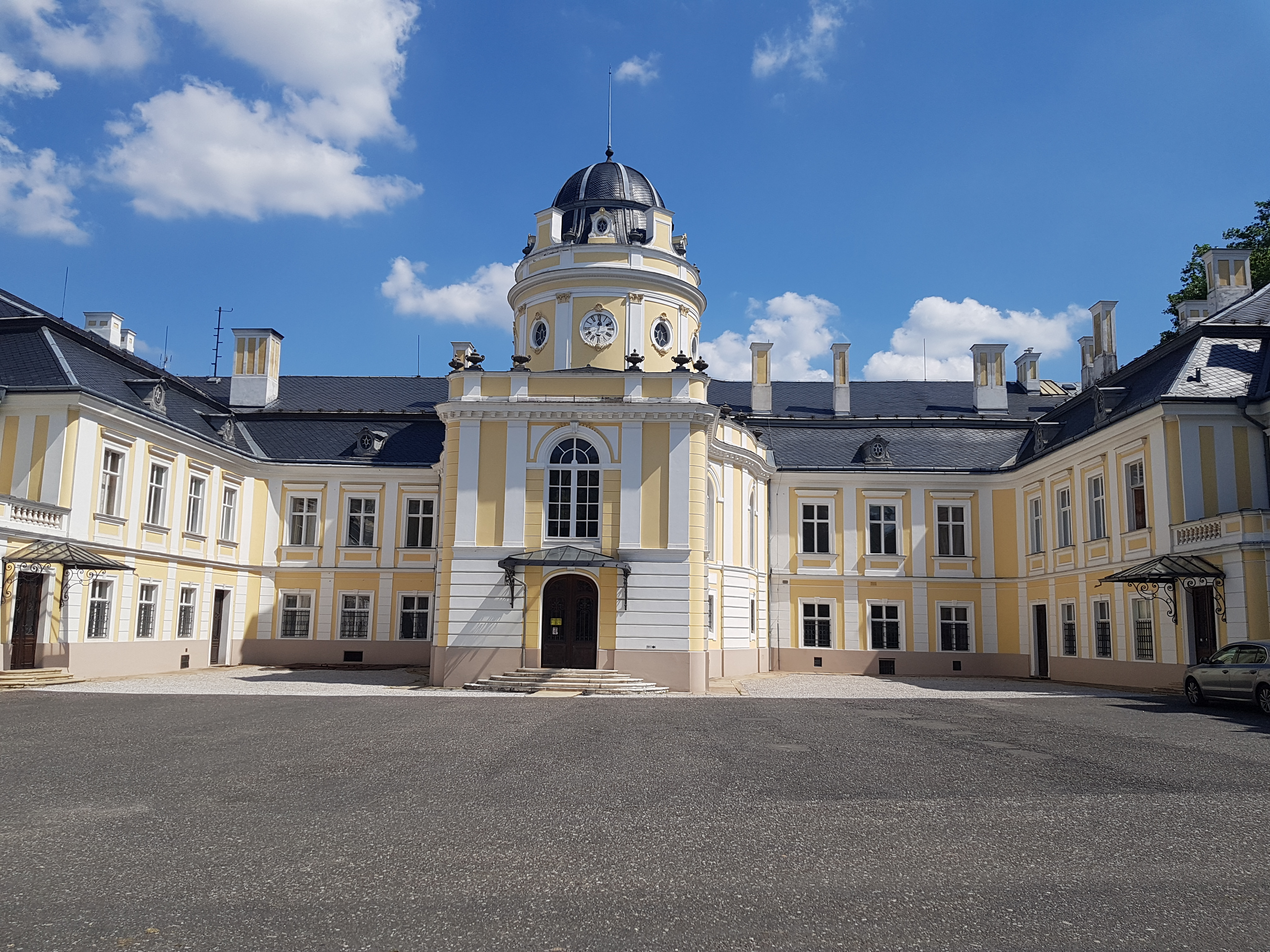
Jihozápadní průčelí zámku
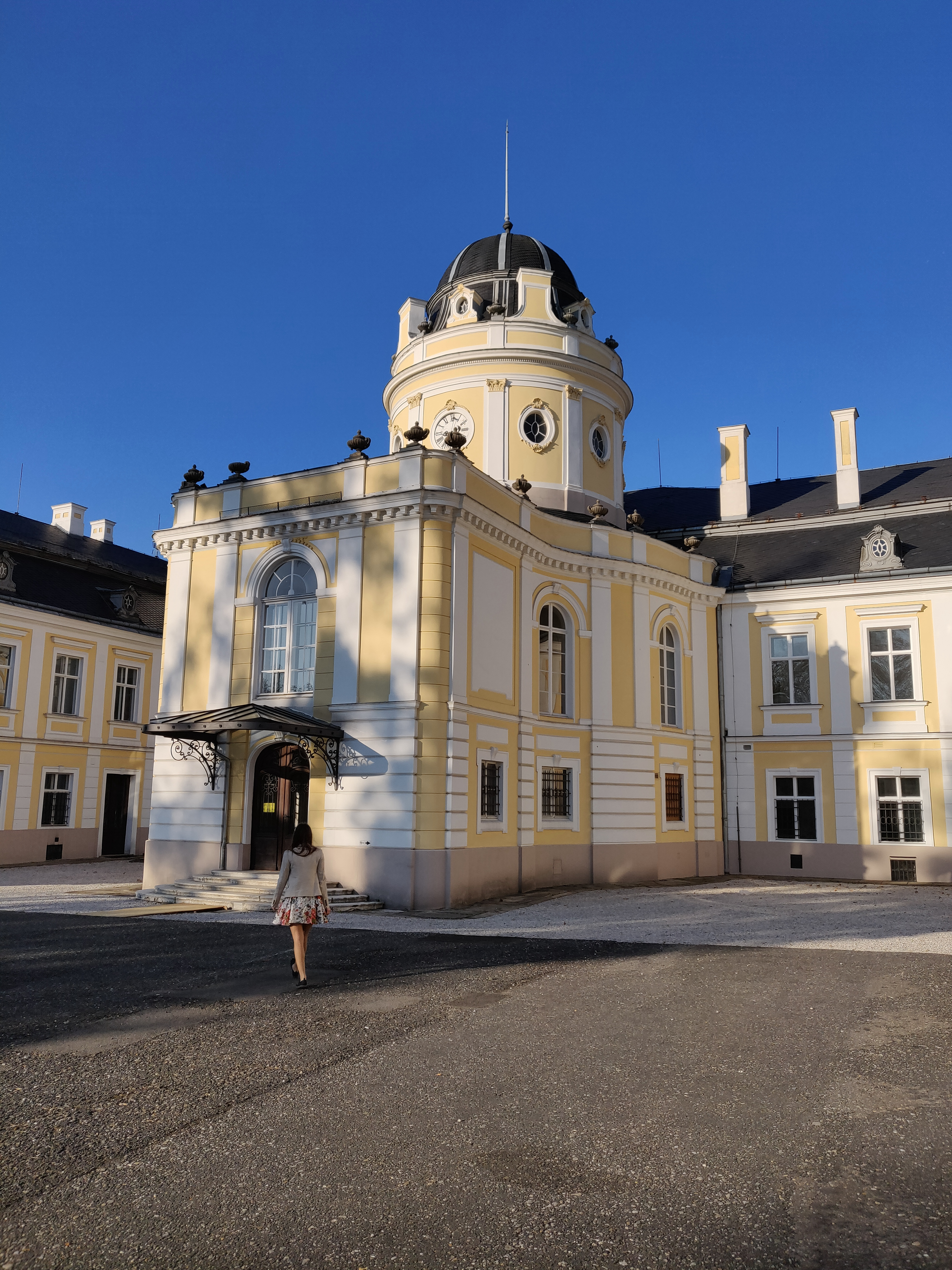
Jihozápadní průčelí zámku
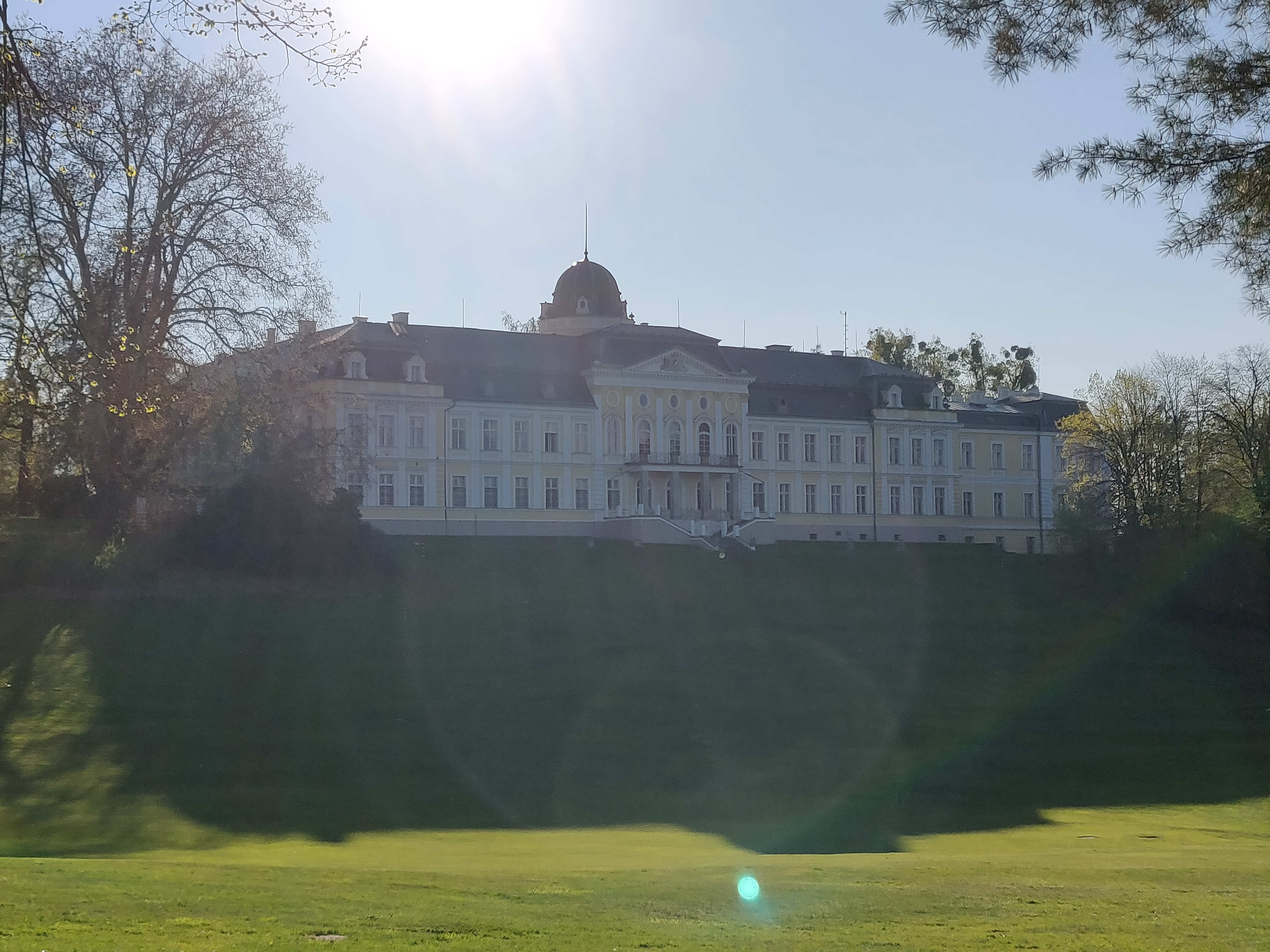
Severovýchodní průčelí zámku z paku
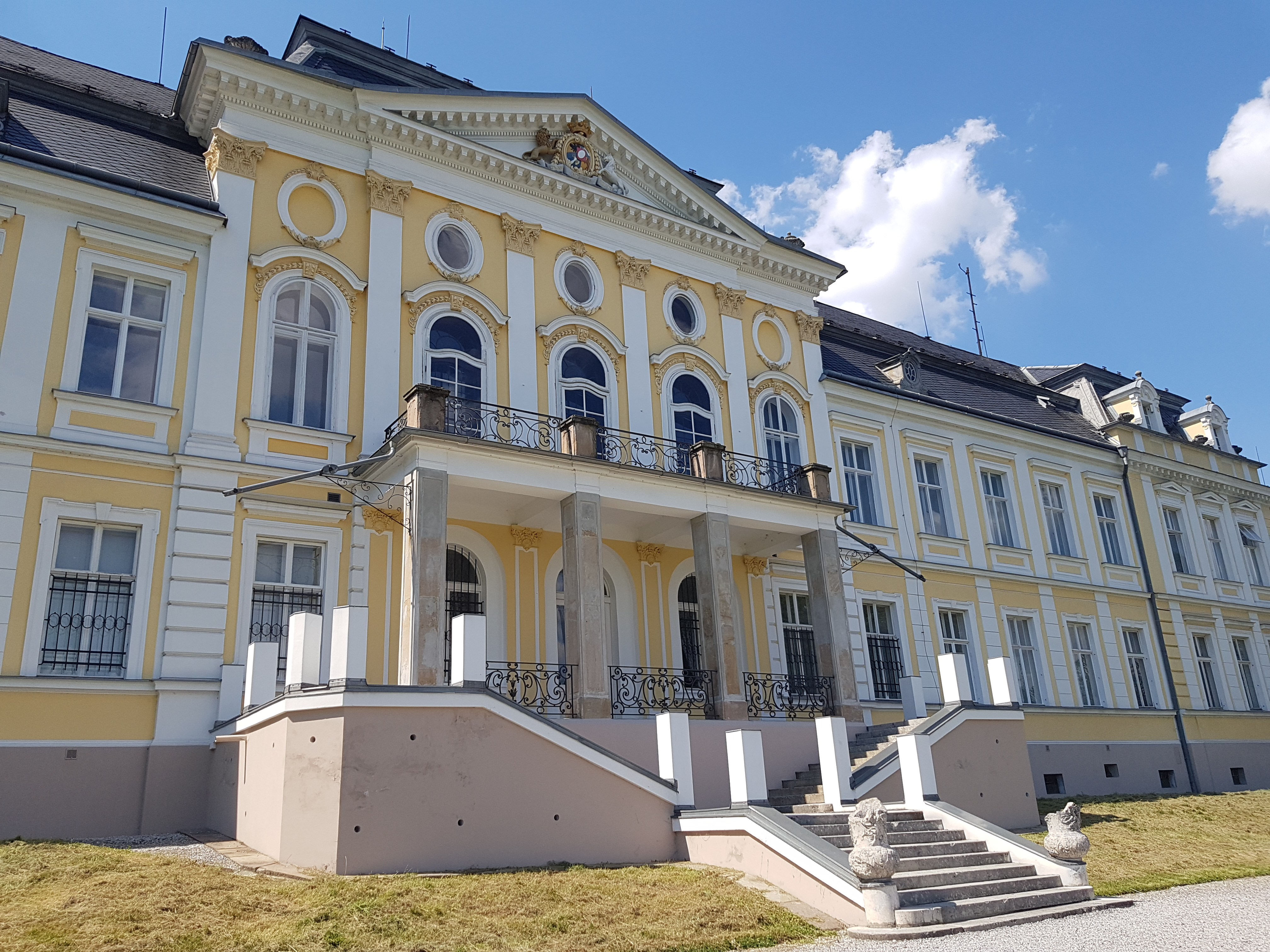
Balkon v severovýchodním průčelí
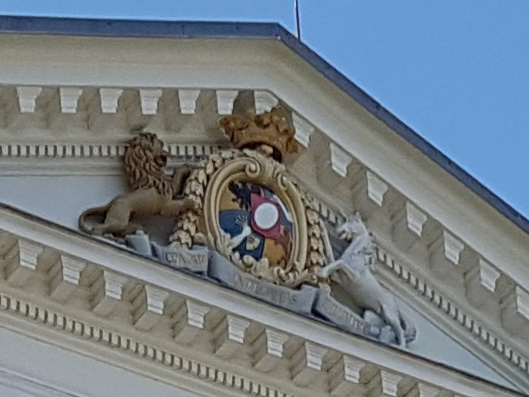
Zámecký fronton z erbem rodu Rothschildů

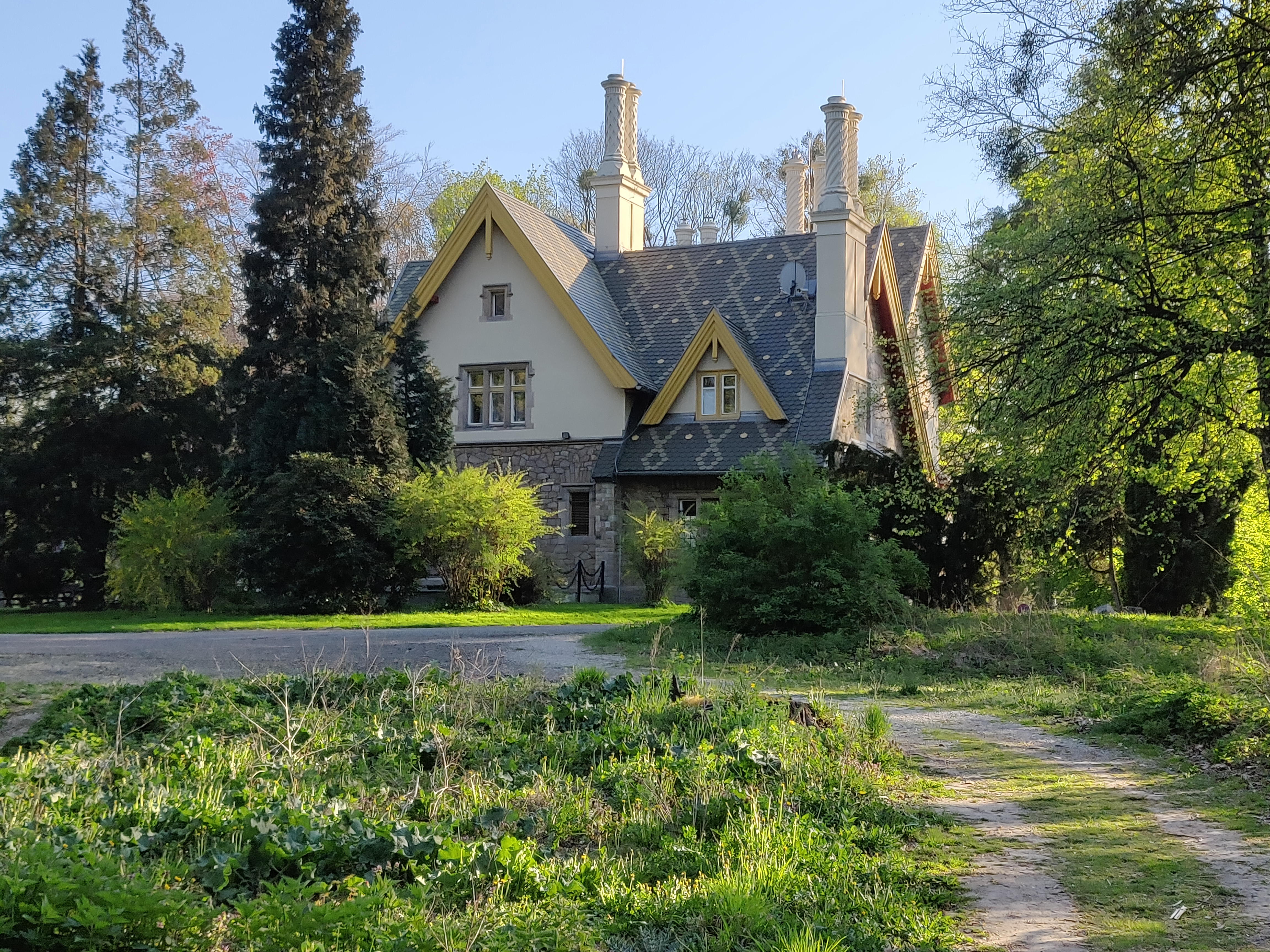
Lovecký zámeček
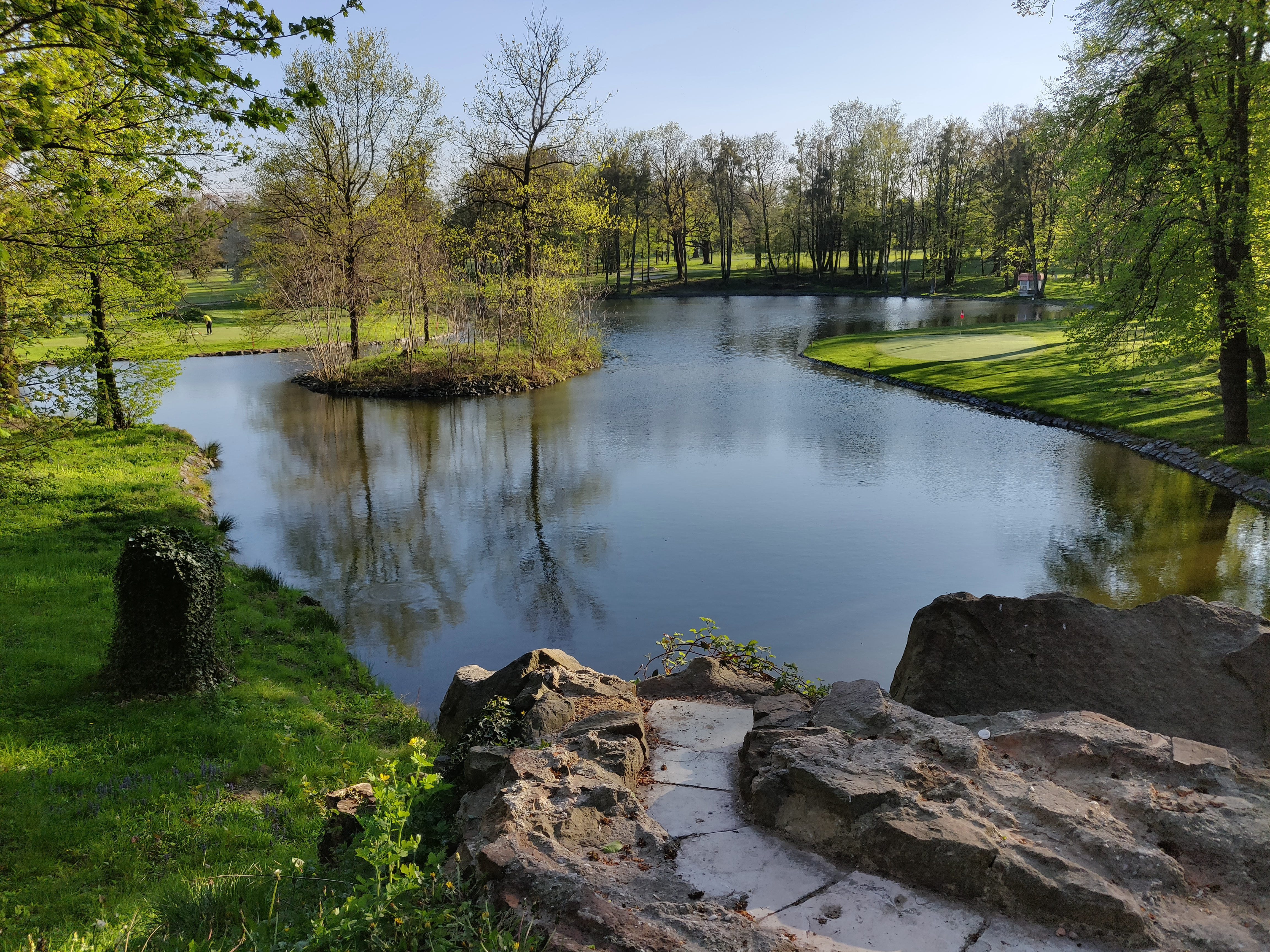
Rybník vedle loveckého zámečku
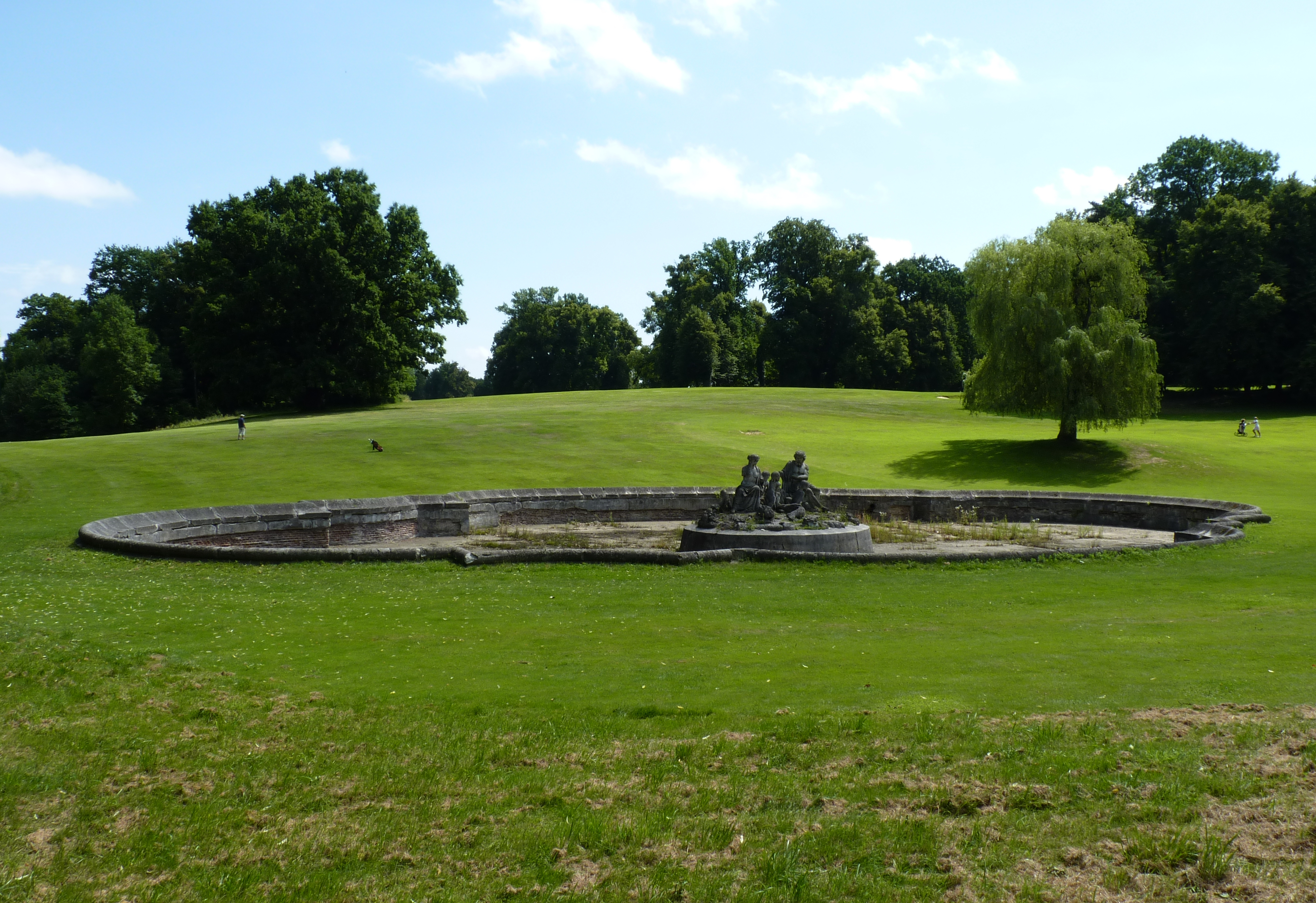
Neptunova fontána
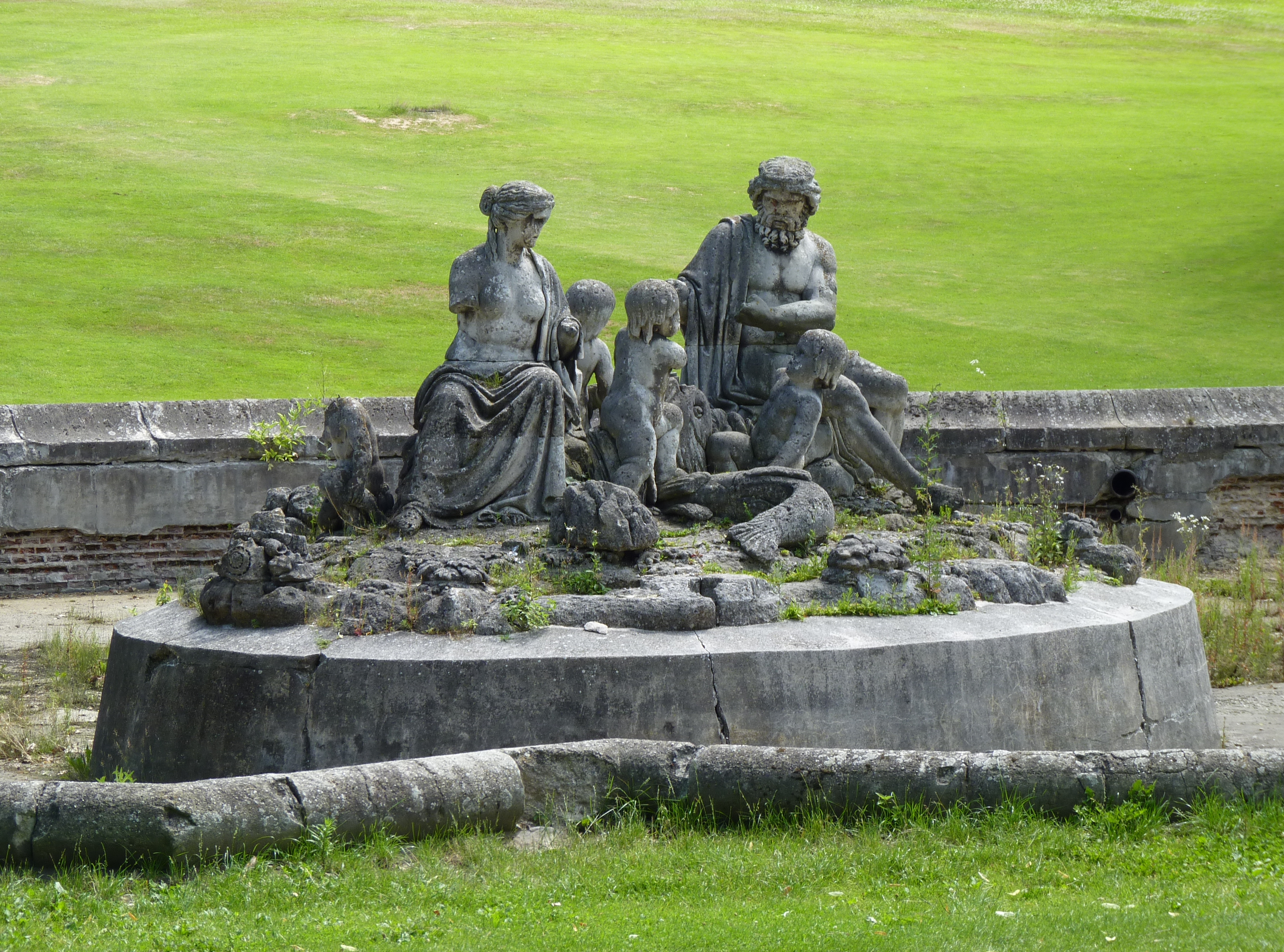
Neptunova fontána
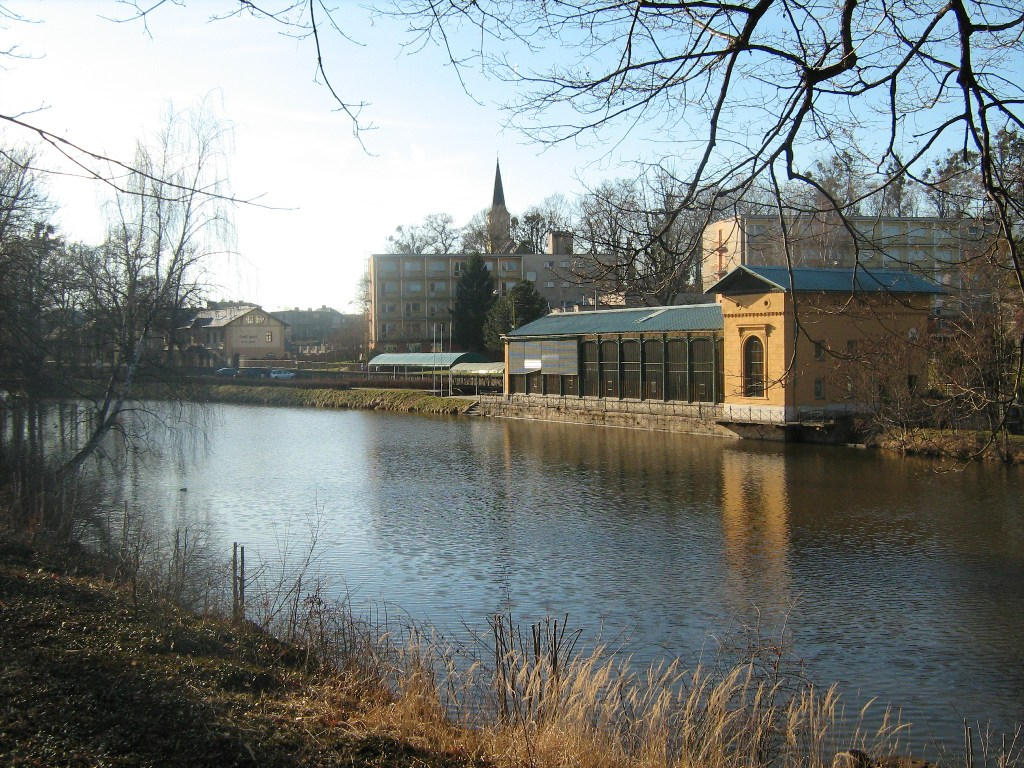
Oranžerie
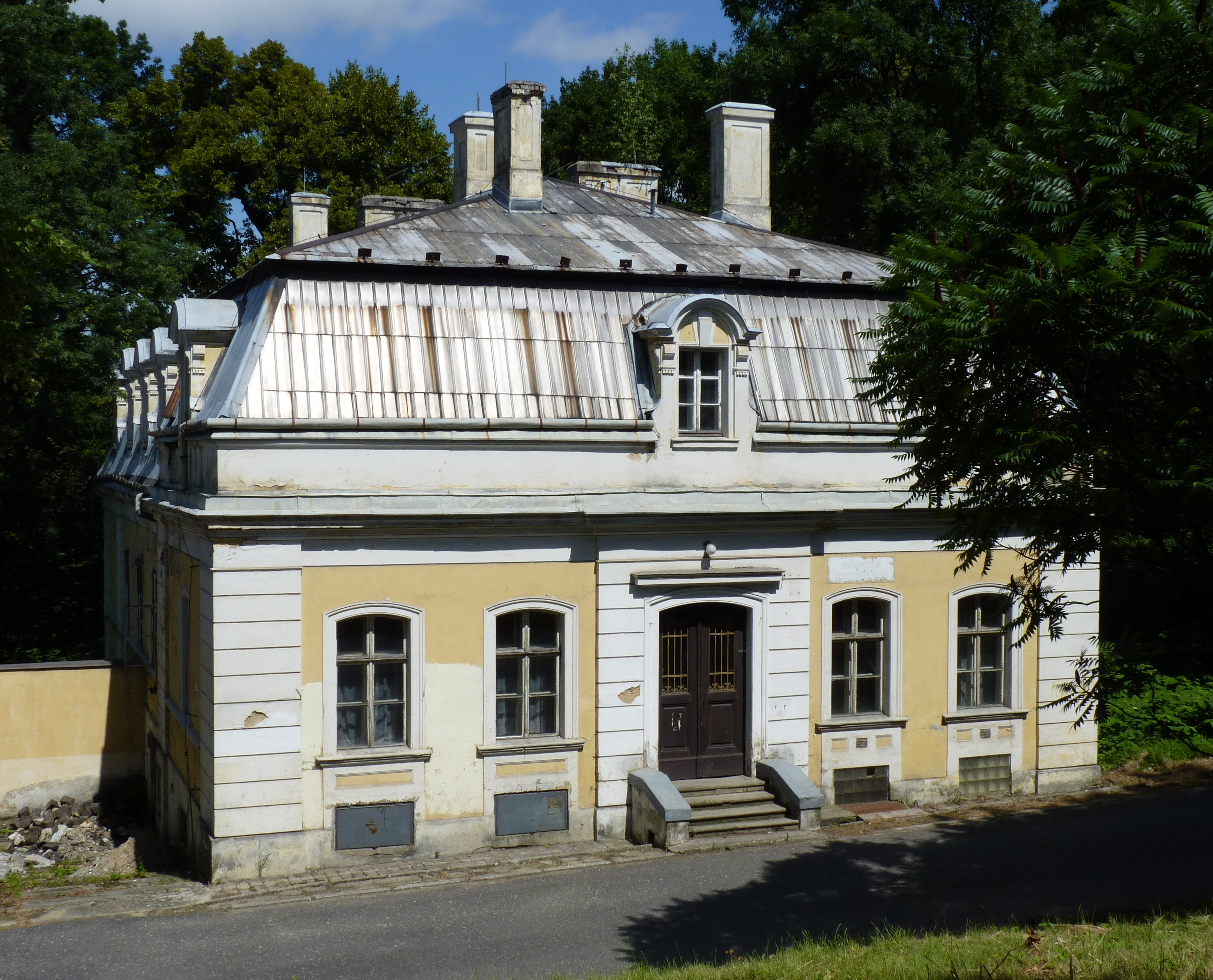
Obytná budova s byty pro služebnictvo
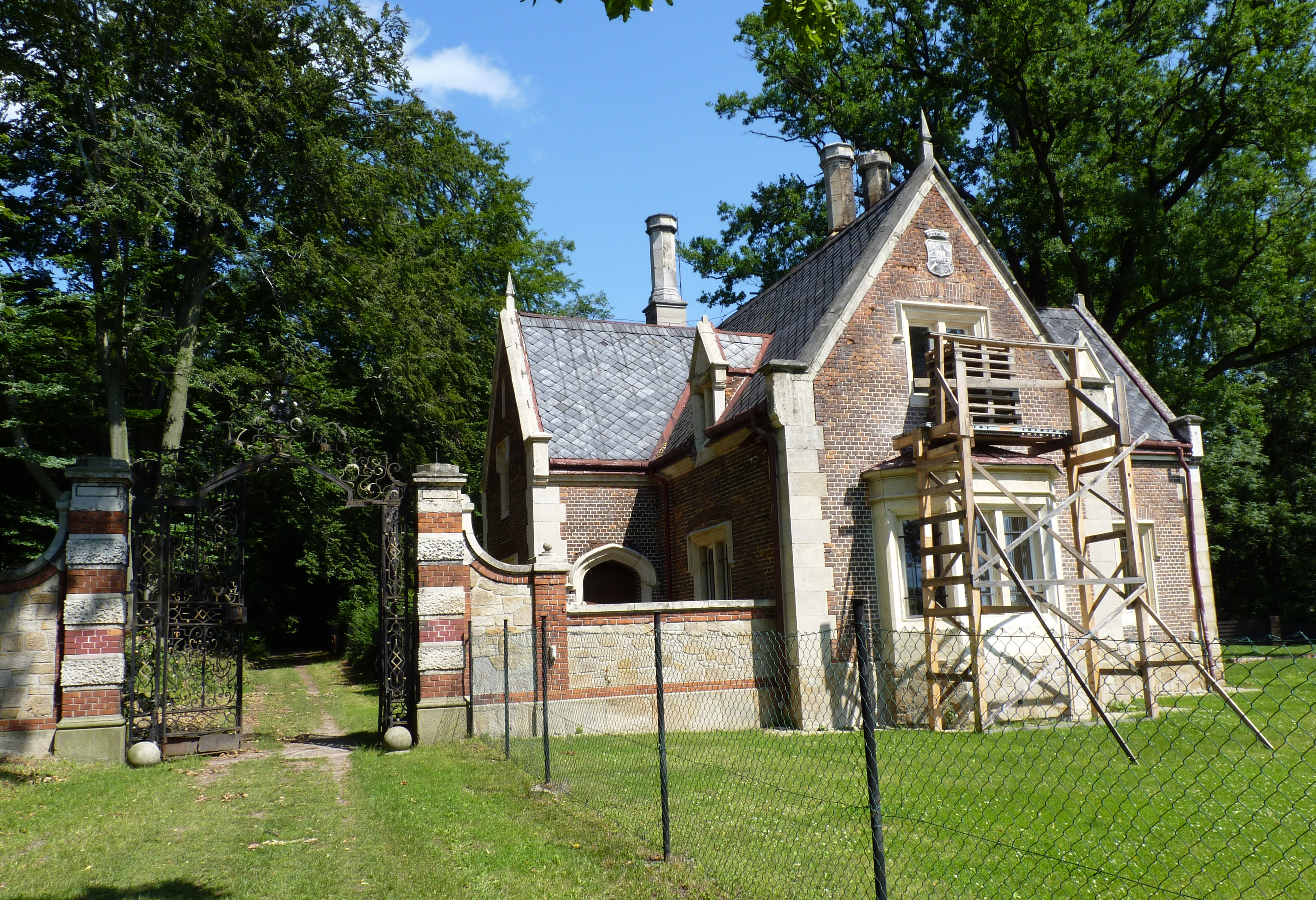
Jedna z vil v parku
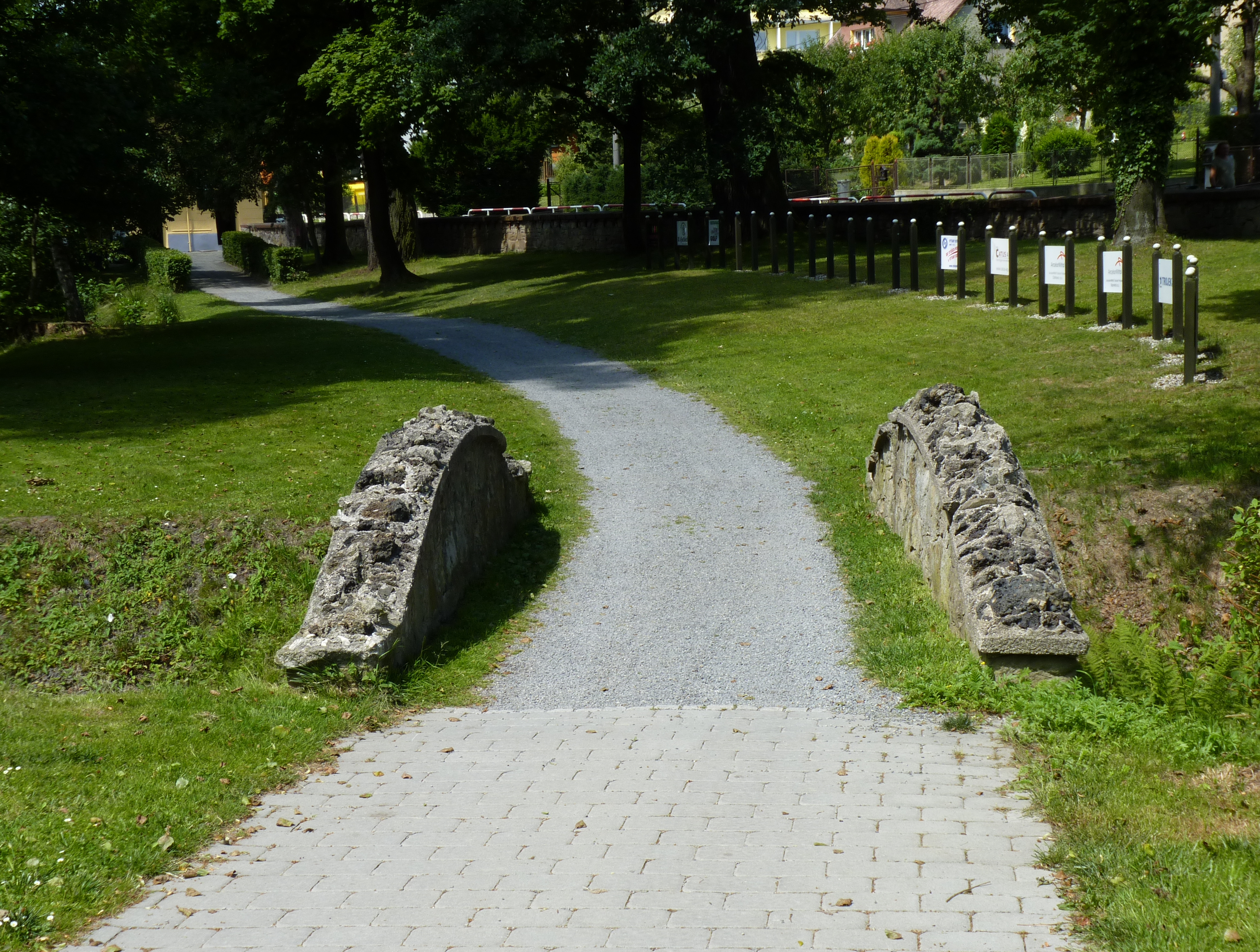
Kamenný most